# منتخب الأردن لكرة السلة
منتخب الأردن لكرة السلة هو ممثل الأردن الرسمي في المنافسات الدولية في كرة السلة. ينتمي إلى منطقة الاتحاد الآسيوي لكرة السلة. انضم إلى الاتحاد الدولي لكرة السلة في عام 1957.
حقق المنخب الأردني لكرة السلة العديد من الإنجازات في السنوات الأخيرة منها التأهل إلى كأس العالم 3 مرات أعوام 2010 و 2019 و 2023، وفاز بكأس وليام جونز في 2007 و 2008 وكأس آسيا ستانكوفيتش في الكويت عام 2008 ، واحتل المركز الأول في كأس الأمم العربية في مصر عام 2007 والمركز الثاني في عام 2008 ، وأحرز المركز الثاني في بطولة FIBA Asia Championship عام 2011 والمركز الثالث في بطولة FIBA Asia Championship عام 2009 ، وأخيرًا المركز الثالث في كأس التحدي الآسيوي عام 2016.

## البطولات التي شارك فيها
- بطولة آسيا لكرة السلة [3]
- كأس العالم لكرة السلة
- بطوله النخبة الآسيوية لكرة السلة (كأس ستانكوفيتش)
- كأس الملك عبد الله الثاني لكرة السلة
- كأس ويليام جونز لكره السلة
- كأس العرب لكرة السلة